# Go! Princess PreCure
Go! Princess PreCure (Go！プリンセスプリキュア Go! Purinsesu PuriKyua), også kendt som Go! Princess Pretty Cure, er en japansk magical girl animeserie i 50 afsnit produceret af Toei Animation og den tolvte serie i Izumi Todos Pretty Cure-franchise. Serien er instrueret af Yuta Tanaka og skrevet af Jin Tanaka, mens Yukiko Nakatani har stået for design af figurer. Serien havde premiere 1. februar 2015, hvor den afløste den ellevte serie, HappinessCharge PreCure!, og varede til 31. januar 2016, hvorefter den trettende serie, Maho Girls PreCure!, tog over. Seriens overordnede tema er håb og drømme, mens cure-pigernes tema er prinsesser, nøgler og parfume.

## Plot
For længe siden drømte pigen Haruka Haruno om at blive en prinsesse ligesom dem i eventyrene, men hun altid drillet med sin drøm af kammeraterne i børnehaven. Senere mødte hun en mystisk dreng ved navn Kanata, der gav hende en mystisk amulet og fik hende til at love, at hun aldrig ville opgive sine egne drømme. Otte år senere begynder den nu 13-årige Haruka på Noble Academy (私立ノーブル学園 Watashikushiritsu nooburu gakuen), en kostskole for piger. Men selv nu værner hun om sine drømme om at blive en prinsesse, ligesom dem i hendes elskede billedbøger. En dag møder hun to fevæsener fra Håbets kongerige (ホープキングダム Hoopu kingudamu), Puff og Aroma, der bliver forfulgt af en mystisk mand ved navn Close. Feerne fortæller hende, at han arbejder for Dys Dark, ledet af heksen Dyspear, der vil bringe verdenen til fortvivlelse ved at låse drømme væk bag fortvivlelsens port. Feerne giver en prinsesseparfume til Haruka, hvis amulet desuden viser sig at være en nøgle, en Dress Up Key. Haruka har intet valg men bliver en af håbets kongeriges udvalgte krigere i form af Cure Flora, en Pretty Cure til at bekæmpe Dys Dark. Senere får hun følgeskab af Minami Kaido/Cure Mermaid, Kirara Amanogawa/Cure Twinkle og Towa Akagi/Cure Scarlet, og sammen danner de Princess Pretty Cure Team for at samle nøgler til at åbne drømmenes port med, mens de beskytter folks drømme mod Dys Darks styrker.

## Figurer

### Princess Pretty Cure
Princess Pretty Cure, der repræsenterer håbets kongerige, består af de fire krigere Cure Flora, Cure Mermaid, Cure Twinkle og Cure Scarlet. De er i besiddelse af særlige nøgler, Dress Up Keys (ドレスアップキー Doresu Appu Kii). Deres opgave er at finde de resterende Dress Up Keys og at beskytte drømmenes port og alle fra Dys Dark. De er alle tre udstyret med magiske forvandlingsgenstande kaldet Princess Perfume (プリンセスパフューム Purinsesu Pafuyuumu), som de aktiverer med deres Dress Up Keys, mens de siger PreCure Princess Engage! (プリキュア・プリンセスエンゲージ! PuriKyua Purinsesu Engeeji!). De har også hver især en anden form kaldet Mode Elegant (モードエレガント Moodo Ereganto), hvor de kan bruge deres primære angreb. Senere bruger de krystalprinsessestave (クリスタルプリンセスロッド Kurisutaru Purinsesu Roddo) til at udføre stærkere angreb og få en ny Mode Elegant-form med Elegant Keys (エレガントドレスアップキー Ereganto Doresu Appu Kii) og Miracle Keys (ミラクルドレスアップキー Mirakuru Doresu Appu Kii). Cure Scarlet bruger dog Scarlet Violin (スカーレットバイオリン Sukaaretto Baiorin) som sit primære våben til sine egne angreb. Senere igen kan de lave endnu stærkere angreb ved at bruge Music Princess Palace (ミュージックプリンセスパレス Myuujikku Purinsesu Paresu) sammen med Premium Dress Up Keys (プレミアムドレスアップキー Puremiamu Doresu Appu Kii) og endnu senere Mode Elegant Royal med Royal Dress Up Keys (ロイヤルドレスアップキー Roiyaru Doresu Appu Kii).
De introducerer sig selv som "Stærk! Dannet! Smuk! Go! Princess Pretty Cure!" (つよく! やさしく! 美しく! Go！プリンセスプリキュア! Tsuyoku! Yasashiku! Utsukushiku! Go! Purinsesu Purikyua!) og deres slagord er "Åh drøm fanget i et koldt bur, jeg vil kræve dig tilbage nu! Gør du dig klar?" (つめたい檻に閉ざされた夢、返していただきますわ! お覚悟は、よろしくて? Tsumetai Ori ni Tozasareta Yume, Kaeshite Itadakimasu wa! O Kakugo wa, Yoroshikute?) Cure Scarlets slagord er dog "Åh drøm fanget i et koldt bur, jeg vil kræve dig tilbage nu! Forbered dig på beslutningen af din skæbne!" (つめたい檻に閉ざされた夢、返していただきますわ! さあ、お覚悟決めなさい! Tsumetai Ori ni Tozasareta Yume, Kaeshite Itadakimasu wa! Saa, O Kakugo Kimenasai!))
- Haruka Haruno (春野はるか Haruno Haruka) / Cure Flora (キュアフローラ Kyua Furoora) - En 13-årig pige, der er førsteårselev på Noble Academy. Hun er en sød, energisk og glad pige, der kan lide historier om prinsesser, drømmer om at blive en og ofte siger at ting er "i fuld blomst" (満開 mankai). Da hun var yngre, blev ofte drillet med sin drøm om at blive prinsesse, indtil hun mødte prins Kanata, der gav hende en mystisk nøgle og opmuntrede hende til at følge sin drøm. Hendes Dress Up Keys er Flora, Rose, Lily og Sakura (kirsebærblomst).

Som Cure Flora er hun er kendt som Prinsessen af blomster og introducerer sig selv som "Prinsesse af de blomstrende blomster! Cure Flora!" (咲きほこる花のプリンセス!キュアフローラ! Sakihokoru Hana no Purinsesu! Kyua Furoora!).
- Minami Kaido (海藤みなみ Kaidou Minami) / Cure Mermaid (キュアマーメイド Kyua Maameido) - En rolig 14-årig pige, der er andenårselev på Noble Academy, hvor hun er elevrådsformand, beundret af alle og kendt som "Academy Princess". Til trods for at hun fremstår ensom og opfører sig striks, så kærer hun sig for andre som en storesøster og ønsker at være nyttig og hjælpsom for andre. Hun er også medlem af balletklubben. Hun har været bange for spøgelser, siden hun var lille. Hun drømmer til at begynde med om at overtage familiens firma. Men efter at hun lærer dyrlægen Asuka at kende, bliver hendes nye drøm at blive dyrlæge også, hvilket hun bliver i epilogen. Hendes Dress Up Keys er Mermaid, Ice, Bubble og Sango (koral).

Som Cure Mermaid er kun kendt som Prinsessen af havet og introducerer sig selv som "Prinsesse af det krystalklare hav! Cure Mermaid!" (澄みわたる海のプリンセス!キュアマーメイド! Sumiwataru Umi no Purinsesu! Kyua Maameido!).
- Kirara Amanogawa (天ノ川きらら Amanogawa Kirara) / Cure Twinkle (キュアトゥインクル Kyua Tuinkuru) - En 13-årig pige, der er Harukas klassekammerat på Noble Academy, og som er en berømt model. Når det gælder hendes arbejde, har hun altid travlt, og hun ses altid i magasiner og modeshows. Hun lægger vægt på sin drøm om at blive en topmodel, der stråler som stjernerne. Selvom hun bliver en Pretty Cure, afviste hun oprindeligt at blive en del af holdet, fordi hun har for travlt. Hun skifter dog mening efter at have bestået en audition og forstået, at hun ikke må opgive sin drøm. I epilogen rejser hun til Frankrig og bliver en berømt model. Hendes Dress Up Keys er Twinkle, Luna, Shooting Star og Ginga (galakse).

Som Cure Twinkle er kun kendt som Prinsessen af stjerner og introducerer sig selv som "Prinsesse af de blinkende stjerner! Cure Twinkle!" (きらめく星のプリンセス!キュアトゥインクル! Kirameku Hoshi no Purinsesu! Kyua Tuinkuru!).
- Towa Akagi (紅城トワ Akagi Towa) / Princess Hope Delight Towa (プリンセス・ホープ・ディライト・トワ Purinsesu Hoopu Diraito Towa) / Twilight (トワイライト Towairaito) / Cure Scarlet (キュアスカーレット Kyua Sukaaretto) - Kanatas lillesøster der beundrer ham meget. Da hun var yngre, førte hendes ønske om at blive Grand Princess til, at Dyspear styrede hende ind i Fortvivlelsens skov, hvor hendes minder blev fjernet, og hun blev kendt som Dyspears datter, Twilight. Dette medførte, at Håbets kongerige faldt i fortvivlelse, hvilket gav Dyspear nyt liv. Som Dys Darks næstkommanderende var Twilight en nådesløs og koldhjertet pige, der brugte Black Dress Up Keys til at forstærke generalerne, så de kunne fremkalde endnu stærkere zetsuborger, og som anså Pretty Cure for at være "falske prinsesser". På et tidspunkt stødte hun på den fjerde prinsesseparfume, som Dyspear brugte sammen med en anden Black Key til at forvandle Twilight til den Pretty Cure-agtige Black Princess (ブラックプリンセス Burakku Purinsesu). Men takket være både Pretty Cures kræfter og Kanatas musik blev hun renset og vendte tilbage til sin oprindelige form som Towa. Towa blev efterfølgende den fjerde Princess Pretty Cure, Cure Scarlet. I epilogen afløser hun sin mor som regerende dronning. Hendes Dress Up Keys er Scarlet, Phoenix, Sun og Hanabi (fyrværkeri).

Som Cure Scarlet er hun kendt som Prinsessen af ild og introducerer sig selv som "Prinsesse af den højrøde ild! Cure Scarlet!" (深紅の炎のプリンセス!キュアスカーレット! Shinku no Honou no Purinsesu! Kyua Sukaaretto!).
- Chieri (チエリ Chieri) - Den oprindelige Cure Flora før Haruka efterfulgte hende som den nuværende Cure Flora. Hun er kendt som Prinsessen af glæde.
- Yura (ユラ Yura) - Den oprindelige Cure Mermaid før Minami efterfulgte hende som den nuværende Cure Mermaid. Hun er kendt som Prinsessen af frygt.
- Sei (セイ Sei) - Den oprindelige Cure Twinkle før Kirara efterfulgte hende som den nuværende Cure Twinkle. Hun er kendt som Prinsessen af modenhed.

### Håbets kongerige
- Prins Kanata (カナタ王子 Kanata Ouji), fulde navn Prince Hope Grand Kanata (プリンス・ホープ・グランド・カナタ Purinsu hoopu gurando kanata) - kronprinsen fra Håbets kongerige og Harukas barndomsven, der er mild, venlig og modig. Da Dyspear angreb hans hjemland, betroede han prinsesseparfumen til Puff og Aroma med besked om at lede efter Pretty Cure, mens han selv passede på de tolv nøgler. Men Kanata blev tvunget til at sende nøglerne til Yumegahama, før han flygtede ind i skoven, da Dys Dark overtog hans slot. Den sidste nøgle gav han til den unge Karuka. Twilight viser sig at være hans søster Towa, men i kampen for at redde hende må han selv blive tilbage for at holde Dyspear stangen, så Pretty Cure og Towa kan undslippe. Han overlevede dog angrebet, hvilket Pretty Cure bliver klar over, da hans broche bliver fundet af katte. Efterfølgende finder de ham hos Nishikido, men det viser sig, at han har mistet hukommelsen, som han dog senere får tilbage.
- Konge og dronning af Håbets kongerige (ホープキングダム王、ホープキングダム王妃 Hoopu Kingudamu Ou, Hoopu Kingudamu Ouhi) - Towa og Kanatas forældre og herskere over Håbets kongerige. De blev fanget bag Fortvivlelsens Port, da Dys Dark invaderede deres hjemland. Efter den afsluttende kamp bliver de befriet af Pretty Cure og genforenet med deres børn.
- Wish (ウィッシュ Uisshu) - Kanatas loyale hest.
- Royal Fairies (ロイヤルフェアリー Roiyaru Fearii) er en gruppe magiske dyr, der tjener prinsens af Håbets kongerige, og som har til opgave at finde Pretty Cure og uddanne dem til at blive rigtige prinsesser. Deres udseende er baseret på dyremaskotter i forskellige eventyr.
  - Puff (パフ Pafu) - En puddel-agtig fe der kommer fra håbets kongerige for at søge efter Princess Pretty Cures. Puff træner i at blive tjenestepige i Håbets kongerige og bliver det efter at have beskyttet en syg Towa fra Dys Dark. Hun er meget modebevidst, bekymringsløs, forkælet, snaksom og mest glad for at afprøve forskellige frisurer og tøj. Hun afslutter ofte sine sætninger med "pafu". I menneskelig form ligner hun en kort pige med en lyserød tjenestepigekjole og lyserødt hår. Hendes navn kommer af "powder puff", pudderkvast der bruges til ansigtspudder.
  - Aroma (アロマ Aroma) - En papegøje-fe og Puffs storebror. Aroma træner i at blive butler i håbets kongerige og bliver det efter at have beskyttet en syg Towa fra Dys Dark. Han er kvik, pålidelig, glad og kærer sig inderligt, især om om sin søster. Nogle gange hakker han på pigerne i sine bestræbelser på at få dem til at opføre sig som prinsesser. I menneskelig form ligner han en teenagedreng med lilla hår og klædt som butler. Han afslutter ofte sine sætninger med "roma". Hans navn kommer af "aroma", duft.
  - Miss Shamour (ミス・シャムール Misu Shamuuru) - en siameserkat-fe fra Håbets kongerige, der kommer ud af en prinsesselektionstablet for at give Pretty Cure prinsesselektioner og fungerer som deres mentor. Hun kan forvandle sig til menneskelig form af egen vilje, så hun ligner en sorthåret kvinde med dobbelte hestehaler. Hendes navn kommer af "chamois leather", et materiale der bruges til lædertasker.
  - Kuroro (クロロ Kuroro) / Lock (ロック Rokku) - et kattefe der er en en af Royal Fairies med en sky personlighed, og som ofte afslutter sine sætninger med "roro".[5] Efter Håbets kongerige fald, falder Kuroro i fortvivlelse og bliver forvandlet til den barneagtige Lock med en cool, venlig, rolig og intelligent personlighed. Som sådan er han iført en hættejakke med en dæmons ansigt og vinger, der dækker hans øjne, og han ses ofte spille videospil i sin fritid. Lock bliver det øverste medlem af Dys Darks tre musketerer. Han fanger folks drømme ved at sige "Lock Your Dream!" (ロック・ユア・ドリーム！ Rokku yua doriimu!). Senere overlader en svækket Dyspear ledelsen af Dys Dark til Lock og giver ham til at opgave at samle fortvivlelsesenergi til at hele hende, mens hun trækker sig tilbage til Fortvivlelsens skov for at komme til kræfter efter hendes kamp mod Cure Scarlet. Men Lock bruger noget af den indsamlede energi til at få en teenager-lignende form, før han når op på den nødvendige mængde med Dress Up Keys. Han afslører, at han har i sinde at overtage Dys Dark, idet han bruger den indsamlede fortvivlelsesenergi til at forvandle Håbets kongeriges slot til en kæmpe zetsuborg. Det lykkes for Pretty Cure at genvinde deres nøgler og kæmpe mod ham, men han forvandler sig til en tudseagtig drage for at angribe dem. Det lykkes imidlertid for dem at rense ham med Eclat Espoir, mens han falder i koma. Efter atter at være blevet Kuroro og vågnet op beslutter han sig for at hjælpe Pretty Cure, så han kan vende tilbage til sit hjemland. Under den afsluttende kamp genskaber Close Lock til at overvinde Pretty Cure med fortvivlelsen fra Noble Academys elever. Men efter at de bliver befriet fra Fortvivlelsens grotte er han svækket og lider under Dyspears kontrol. Shut får ham til at huske sit gamle jeg, før Pretty Cure renser ham, hvorefter han hjælper dem mod Dyspear. Efter Close drager væk, bliver han felærer og starter et nyt liv i Yumegahama sammen med Shut.

### Dys Dark
Dys Dark (ディスダーク Disu Daaku) er seriens skurke, der ledes af Dyspear, og hvis mål er at fange folks drømme bag fortvivlelsens port og at sprede kaos og fortvivlelse over verdenen. Efter at have besat Håbets kongerige blev Dys Darks styrker ledet af Close, Shut og Lock sendt til Yumegahama for at finde nøglerne til at erobre verdenen med. Da Dyspear senere trækker sig tilbage til Fortvivlelsens skov for at genvinde kræfter, overlader hun ledelsen til Lock, så han og Shut kan samle fortvivlelsesenergi, der kan fremskynde hendes helbredelse. Locks forræderi betyder imidlertid at de mister Håbets kongeriges slot, men den genoplivede Dyspear skaber et nyt af torne. Alle generalerne overlever Dyspears endelige nederlag. Close, Stop og Freeze drager væk efter at have kæmpet mod Cure Flora, mens Shut og Lock starter et nyt liv i Yumegahama.

Navnene Dys og Dyspear kommer af despair, det engelske ord for fortvivlelse. Zetsuborg kommer af det tilsvarende japanske ord, zetsubou (絶望).
- Dyspear (ディスピア Disupia) - Seriens primære skurk, der er leder af Dys Dark. Dyspear er en hensynsløs og beregnende troldkvinde, der hader drømme og vil bringe verdenen til fortvivlelse og kaos med kræfterne fra Dress Up Keys. Hun blev skabt af fortvivlelsen hos folk, hvis drømme ikke kunne gå i opfyldelse. Hun blev vækket, da hun ledte Towa ind i Fortvivlelsens skov drevet af hendes drøm om at blive Grand Princess. Dyspear manipulerede Towa og fjernede hendes erindringer, så hun blev til Twilight, der blev Dys Darks prinsesse og troede, at hun var Dyspears datter. Efter det blev afsløret under en kamp, forlod Towa hende. Dyspear vendte tilbage sin Fortvivlelsens skov for at genvinde sine kræfter og satte Lock til at samle fortvivlelsesenergi, så hun kunne vende tilbage, når hun når sin fulde styrke. Close tager imidlertid fortvivlelsesenergien fra Lock og bruger den til at genoplive Dyspear, så hun atter kan blive leder. Da Håbets Kongerige bliver genskabt, invaderer hun Jorden og angriber Noble Academy. Efter Lock bliver besejret fusionerer hun med Close til sin sande form, der overvælder Pretty Cure. Men da alle giver dem håb, får de Grand Princess-form til at rense hende med.
- Generaler - Dyspears elitekæmpere. Close, Shut og Lock udgør en gruppe kaldet de Tre musketerer (三銃士 Sanjuushi). Stop og Freeze er tvillingegeneraler, hvis navne er ord der stopper noget. Generalerne har evnerne til at fange folks drømme bag fortvivlelsens port og til at skabe en zetsuborg. Twilight kan desuden bruge sin sorte nøgle til deres låse og dermed både forøge deres kræfter og gøre zetsuborgene stærkere. Senere kan generalerne påtage sig monsteragtige forme, når de kæmper mod Pretty Cure. De tre musketers navne er baseret på sætninger, der refererer til lukkede døre. De bruger navnene, når de fanger folks drømme, idet de på hver deres måde siger "luk din drøm!".
  - Close (クローズ Kuroozu) - Det første medlem af de tre musketerer. Han er en temperamentsfuld, striks, ligefrem og stædig punk-rocker, der ikke bekymrer sig om folks følelser, er klædt i en lilla rockstjernedragt og bærer en lås omkring sin hals. Han fanger folks drømme ved at sige "Close Your Dream!" (クローズ・ユア・ドリーム！ Kuroozu yua doriimu!). Efter at have fejlet en gang for meget får Close en sidste chance af Dyspear til at besejre Pretty Cure, idet han tager dem og Yui med til Fortvivlelsens grotte, hvor han påtager sig en monsteragtig fugleform for at overvælde pigerne og bringer dem til nippet af fortvivlelse. Men Yui giver Pretty Cure håb, så de bliver i stand til at besejre Close med Trinity Lumiere. Det viser sig imidlertid senere, at han overlevede. Han vender tilbage for at tage fortvivlelsesenergien fra den besejrede Lock og bruger den til at genoplive Dyspear og skabe et nyt slot til deres gruppe. I den afsluttende kamp mod Pretty Cure lader han Dyspear opsuge ham for at give hende kræfter til at kæmpe mod dem, men de besejrer hende alligevel. Close overlever imidlertid og bruger han resterne af Dyspears kræfter til at påtage sig en ny form. Han fortsætter med at kæmpe mod Cure Flora men bliver besejret og tager i stedet væk, mens han begynder at forstå, at drømme og fortvivlelse har brug for hinanden.
  - Shut (シャット Shatto) - Det andet medlem af de tre musketerer. En narcissistisk, pompøs og aristokratisk mand, der holder af alt, der er lige så smukt som ham, er iført mørkeblåt tøj og hvid hat dekoreret med sorte roser og blå fjer, og som holder en sort rose i sin hånd. Han fanger folks drømme ved at sige "Shut Your Dream!" (シャット・ユア・ドリーム！ Shatto yua doriimu!). Han beundrer Twilight for at være en pæn pige. Han afslutter sine sætninger med ordet "nomi" (のみ), der betyder det samme som hans navn. Da han kæmper mod Pretty Cure påtager han sig en monsteragtig katteform men bliver alligevel besejret. Efterfølgende forstår han betydningen af skønhed og tager væk. I den afsluttende kamp hjælper han Pretty Cure mod Close og Lock og konfronterer Lock med sit sande jeg, så Pretty Cure kan rense ham, før han bliver slået af Close. Sammen med eleverne på Noble Academy hjælper han Pretty Cure og Kuroro med at bekæmpe Dyspear. Efter at Close tager væk, starter hn og Lock et nyt liv i Yumegahama.
- Stop (ストップ Sutoppu) og Freeze (フリーズ Furiizu) - Dys Darks tvillingegeneraler der fungerer som Closes håndlangere, og som blev skabt af de frø, han plantede. De ligner to piger hvis ansigter er dækket af masker med forskellige ører: Stop har kaninører og Freeze har museører. De fanger folks drømme ved at sige "Stop, Freeze Your Dream!" (ストップ、フリーズ・ユア・ドリーム！ Sutoppu, Furiizu yua doriimu!). Under den afsluttende kamp påtager de sig en slangelignende form for kæmpe mod Cure Flora, men de bliver besejrede og tager i stedet væk sammen med Close.
- Zetsuborg (ゼツボーグ Zetsuboogu) - Monstre med låsetema der bliver skabt, når de tre musketerer fanger folks drømme bag fortvivlelsens port og forvandler dem til mareridt, der udgør kernen i en zetsuborg. Hver af musketererne bruger deres eget navn, når de fanger folks drømme og skaber en zetsuborg. Twilight kan desuden bruge de tre musketers lås til at gøre zetsuborgene endnu stærkere. Ved at bruge en horn-agtig lås kan musketerne skabe endnu stærkere zetsuborger til at trække fortvivlelsesenergi fra folk til at styrke Dyspear. Når generalerne bruger to grønne låse vil det skabe en skov af fortvivlelse plantet af Close. Dyspear skaber zetsuborger med låsen baseret på hendes hovedpynt som en klon af sig selv uden at fange folks drømme. Når zetsuborgene bliver besejret, siger de "dreaming!" (ドリーミング doriimingu). Hvis de bliver besejret af Cure Scarlet, siger de dog "burning!" (バーニング baaningu).

### Noble Academy
I modsætning til de foregående serier går hovedpersonerne denne gang på kostskole med tilhørende kollegium. De hilser hinanden ved at sige "Hav en god dag. (ごきげんよう Gokigenyou)".
- Yui Nanase (七瀬 ゆい Nanase Yui) - Harukas klassekammerat på Noble Academy, der drømmer om at blive en børnebogsforfatter. I afsnit 10 opdager hun, at Haruka, Minami og Kirara er Pretty Cure. Hun hjælper dem på enhver måde, ofte ved at tage sig af civile, når Dys Dark angriber. I epilogen udgiver hun Prinsessehistorien.
- Reiko Kisaragi (如月 れいこ Kisaragi Reiko) - Forstanderen på skolens kollegium. Hun var oprindelig bange for hunde og brød sig derfor ikke om Puff men kom alligevel til at lide hende, da hun beskyttede hende fra en zetsuborg.
- Seira Azuma (東 せいら Azuma Seira) - Elevrådets næstformand.
- Ayaka Nishimine (西峰 あやか Nishimine Ayaka) - Elevrådets sekretær.
- Shuu Imagawa (今川 シュウ Imagawa Shuu) - Elevrådets anden næstformand og leder af drengenes kollegium.
- Naoto Koshiba (古芝 ナオト Koshiba Naoto) - Elevrådets anden sekretær.
- Yuuki Aihara (藍原 ゆうき Aihara Yuuki) - Harukas klassekammerat der ofte drillede hende i børnehaven. Han blev senere et passioneret medlem af tennisklubben.
- Ranko Ichijou (一条らんこ Ichijou Ranko) - En vordende stjerne der drømmer om at blive tv-stjerne og som lejlighedsvis rivaliserer med Kirara. Trods hendes unge udseende er Ranko en tredjeårselev på Noble Acdemy.
- Shirogane (白金 Shirogane) - Leder af pigernes kollegium og skolens oldfrue. Hun dukker ofte op pludseligt og på perfekte tidspunkter, mens hun varetager forskellige opgaver rundt omkring på skolen. Rygter vil vide, at der er mere end en af hende.
- Yume Mochizuki (望月ゆめ Mochizuki Yume) - Den venlige og høflige rektor på Noble Academy og en berømt tidligere børnebogsforfatter, der skrev "Prinsesse af blomster", bogen der inspirerede Harukas drøm.
- Hanae Komori (小森 はなえ Komori Hanae) - Harukas klassekammerat og medlem af blomsterarrangementklubben.
- Sayaka Kanou (狩野さやか Kanou Sayaka), Mai Kurita (栗田まい Kurita Mai) og Noriko Komaki (小巻のりこ Komaki Noriko) - Yuki Aiharas fanklub der altid støtter ham ved hans kampe. De er jaloux på Haruka, når hun og Yuki snakker sammen.
- Kimimaro Ijuuin (伊集院 キミマロ Ijuuin Kimimaro) - Minamis forlovede og barndomsven der til slut bliver elev på Noble Academy.
- Kenta Hirano (平野 ケンタ Hirano Kenta) - Haruka og Yuis klassekammerat der spiller Romeo i klassens opførelse af Romeo og Julie.
- Riko Furuya (古屋 りこ Furuya Riko) - Haruka og Yuis klassekammerat der er dramaklubbens instruktør og drømmer om at blive filminstruktør.
- Sumire Zama (座間 すみれ Zama Sumire) - Harukas klasselærer på Noble Academy.

### Familie
- Ibuki Haruno (春野 いぶき Haruno Ibuki) - Harukas far. Han er bager og imponerede mange af Harukas venner med sit bagværk, da han besøgte skolen.
- Moe Haruno (春野 もえ Haruno Moe) - Harukas mor.
- Momoka Haruno (春野 ももか Haruno Momoka) - Harukas lillesøster der er en førsteårselev, og som opførte sig uhøflig overfor fremmede, da hun besøgte skolen. Det viste sig, at hun var bragt ud af ligevægt og savnede sin storesøster.
- Stella Amanogawa (天ノ川 ステラ Amanogawa Sutera) - Kiraras mor der er en model, og som inspirerede sin datter til at blive ligesom hende.
- Ken Takamagahara (高天原 健 Takamagahara Ken) - Kiraras far der er en berømt filmskuespiller, der har medvirket i Hollywood-film.
- Wataru Kaidou (海藤わたる Kaidou Wataru) - Minamis storebror der ejer og bestyrer et feriested ved havet. Han er Kaidou-familiens arving, der blev færdig med skolen, før Minami begyndte på den. Han drømmer om at blive hjælpsom og respektfuld overfor andre.
- Tsukasa Kaidou (海藤つかさ Kaidou Tsukasa) - Minami og Watarus far der er formand for Kaidou-gruppen.
- Masumi Kaidou (海藤ますみ Kaidou Masumi) - Minamis mor.

### Andre
- Baurollo Bauanne (ボロロ・ボワンヌ Bororo Bowannu) - En berømt og noget excentrisk modedesigner.
- Kyouko Tachi (舘響子 Tachi Kyouko) - Kiraras formand og manager for modelbureauet.
- Nishikido (錦戸 Nishikido) - Minamis violinlærer der også reparerer violiner. Han har bygget mange violiner og forærer Haruka en.
- Oikawa (オイカワ Oikawa) - En gammel butler der viser Aroma, at det vigtige for en butler at tage hensyn til sin herres følelser.
- Tina (ティナ Tina) - En lille vild delfin der reddede Minami for flere år siden. Da pigerne møder hende senere redder Tina igen Minami fra en zetsuborg.
- Asuka Kitakaze (北風 あすか Kitakaze Asuka) - En berømt marinbiolog og dyrlæge.
- Karin Akeboshi (明星 かりん Akeboshi Karin) - En model der bliver ven med Kirara og fungerer som hendes assistent.

### Filmfigurer
- Prinsesse Refi (レフィ姫 Refi Hime) - Prinsesse af Nattens kongerige.
- Refis mor (レフィの母 Refi no Haha) - Hersker over Nattens kongerige.
- Prinsesse Pumplulu (パンプルル姫 Panpururu Hime) - Prinsesse af Græskarenes kongerige.
- Warp (ウォープ U~oopu) - En af filmens primære skurke. En Dys Dark-genereal der bærer en hvid bog, der fanger objekter. Han låser Pumplulu inde og manipulerer hendes forældre til at glemme hende. Hans plan er at fange Pretty Cure som sin samling. Han afslører sin intentioner, påtager sin salamander-form og overmander Pretty Cure. Men med Pumplulus opmuntring lykkes det for dem at besejre ham med Halloween Eclair.
- Night Pumpkin (ナイトパンプキン Naito Panpukin) - En af filmenes primære skurke. Han invaderer Nattens kongerige for at forvandle himlen til nat. Pretty Cure distraherer ham, så Refi kan placere Miracle Light på toppen af hans palads.
- Græskarenes kongeriges konge og dronning (王様、お妃様 Ou-sama, Okisaki-sama) - Herskere over Græskarenes kongerige og Pumplulus forældre.
- Pan (パン Pan), Puu (プウ Puu) og Kin (キン Kin) - Græskarenes kongeriges feer.

## Anime
Navnet på den nye serie, Go! Princess PreCure, kom frem sidst i oktober 2014, efter at Toei havde registreret det som varemærke 7. oktober 2014 til brug for forskellige ting og merchandise. 28. november 2014 blev den officielle hjemmeside for serien åbnet med angivelse af tidspunktet for premieren. 16. december 2014 antydede Pretty Cure-butikken i Osaka designet for de nye heltinde, før den egentlige afsløring 26. december 2014. Denne dag blev det så afsløret, at de hedder Cure Flora, Cure Mermaid og Cure Twinkle, ligesom der også blev offentliggjort mere officiel information om serien. En nyskabelse for Pretty Cure-franchiset er, at en del af handlingen foregår på et kollegium og viser det spændende i at bo der sammen med venner og forventningerne og bekymringerne ved et nyt liv adskilt fra familien.
Som reklame for den nye serie blev der sendt trailers i forbindelse med de sidste fire afsnit af den foregående serie HappinessCharge PreCure!, hvor de nye cure-pigers forvandlinger blev vist. Ved slutningen af sidste afsnit takkede Cure Lovely fra HappinessCharge PreCure!for al støtte indtil da for derefter at introducere Cure Flora og dermed give stafetten videre til hende.
Go! Princess PreCure fik premiere på alle ANN-tv-stationer 1. februar 2015, hvor den afløste HappinessCharge PreCure!.
Introsangen er Miracle Go! Princess PreCure (Miracle Go！プリンセスプリキュア Miracle Go! Purinsesu PuriKyua) af Karin Isobe. Slutsangen til de første 25 afsnit er Dreaming ☆ Princess PreCure (ドリーミング☆プリンセスプリキュア Doriimingu ☆ Purinsesu PuriKyua) af Rie Kitagawa og fra afsnit 26 Dreams are the Path to the Future (夢は未来への道 Yume wa Mirai e no Michi). Introsangen er komponeret af Ryo Watanabe, den første slutsang af Sayaka Yamamoto, den anden af Rei Ishizuka og baggrundsmusikken af Hiroshi Takaki, der tidligere har komponeret musikken for DokiDoki! PreCure og HappinessCharge PreCure!. En single med sangene blev udgivet 5. marts 2015 af Marvelous! Det første officielle soundtrack for serien med titlen Go! Princess Precure Original Soundtrack 1 (Ｇｏ！プリンセスプリキュア　オリジナル・サウンドトラック1 Go! Purinsesu Purikyua Orijinaru Saundotorakku 1) blev udgivet 27. maj 2015. Det første vocal album blev udgivet 15. juli 2015 med titlen Strongly, Gently, Beautifully. Singlen med den anden slutsang blev udgivet 7. oktober 2015. Det andet vocal album med titlen For My Dream blev udgivet 11. november 2011 sammen med filmens officielle soundtrack. Et andet soundtrack med titlen Precure Sound Blaze!! blev udgivet 18. november 2015. Et vocal best album blev udgivet 13. januar 2016.
Mens serien blev sendt, blev der udsendt merchandise til den af Bandai, inklusive ure, tasker, forvandlingsgenstande og mere.
Det 50. og sidste afsnit blev sendt 31. januar 2016. Denne gang var det så Cure Floras tur til at takke for al støtte i det forgangne år og samtidig introducere Cure Miracle fra den nye serie Maho Girls PreCure!.

### Stemmer
| - Yuu Shimamura - Haruka Haruno / Cure Flora - Masumi Asano - Minami Kaido / Cure Mermaid - Hibiku Yamamura - Kirara Amanogawa / Cure Twinkle - Miyuki Sawashiro - Prinsesse Towa Akagi / Twilight / Cure Scarlet - Shinnosuke Tachibana - Prins Kanata - Nao Touyama - Pafu - Shiho Kokido - Aroma - Mayumi Shintani - Miss Shamour - Yoshiko Sakakibara - Dyspear - Mitsuaki Madono - Close - Satoshi Hino - Shut - Yuki Kaida - Lock - Takayuki Nakatsukasa - Zetsuborg - Yasunori Matsumoto - Ibuki Haruno - Yuko Gibu - Moe Haruno, Yuuki Aihara (grundskole) - Ayu Matsuura - Momoka Haruno - Haruka Yoshimura - Yui Nanase - Risa Mizuno - Reiko Kisaragi - Yui Hashimoto - Seira Azuma - Ayano Niina - Ayaka Nishimine | - Keiko Aki - Shirogane - Sayaka Ohara - Stella Amanogawa - Takumi Yamazaki - Bororo Bowannu - Atsushi Abe - Yuuki Aihara - Atsushi Tamaru - Shuu Imagawa - Taishi Murata - Naoto Koshiba - Kazuyuki Okitsu - Wataru Kaido - Sayuri Yahagi - Ranko Ichijou - Mayumi Sako - Kyouko Tachi - Osamu Saka - Nishikido - Hiroshi Naka - Oikawa - Satomi Kourogi - Tina - Toshiko Sawada - Yume Mochizuki - Saki Fujita - Chieri - Satsuki Yukino - Yura - Kaori Shimizu - Sei - Shiori Izawa - Stop - Miyako Itou - Freeze - Haruka Chisuga - Hanae Komori - Yui Hashimoto - Mai Kurita | - Masahito Yabe - Kimimaro Ijuuin - Hiroyuki Kinoshita - Tsukasa Kaidou - Emi Shinohara - Masumi Kaidou - Maaya Sakamoto - Asuka Kitakaze - Yuusuke Kobayashi - Kenta Hirano - Kana Ueda - Riko Furuya - Tokuyoshi Kawashima - Konge af Håbets kongerige - Yuri Amano - Dronning af Håbets kongerige - Mayuki Makiguchi - Karin Akeboshi - Mari Yokou - Sumire Zama - Hinata Uegaki - Prinsesse Refi - Maaya Sakamoto - Refis mor - Kana Hanazawa - Prinsesse Panpururu - Junichi Suwabe - Warp - Ryuusei Nakao - Knight Pumpkin - Choo - Konge af Græskarenes kongerige - Kaori Yamagata - Dronning af Græskarenes kongerige - Misaki Kuno - Pan - Tomoko Kaneda - Puu - Tomo Muranaka - Kin |

## Film
Hovedpersonerne medvirkede i filmen Pretty Cure All Stars: Spring Carnival, der havde premiere 14. marts 2015. Derudover er der lavet en tredelt film, Go! Princess Precure the Movie: Go! Go!! Splendid Triple Feature!!! (映画 Go!プリンセスプリキュア Go! Go!! 豪華3本立て!!! Eiga Go! Purinsesu: Go! Go!! Gouka San-bon Date!!!) der fik premiere 31. oktober 2015. Filmen består af en kort traditionelt animeret del, The Pumpkin Kingdom's Treasure (パンプキン王国のたからもの Panpukin Ookoku no Takaramono) og to CG-animere dele, Precure and Refi's Wonder Night! (プリキュアとレフィのワンダーナイト！ Purikyua to Refi no Wandaa Naito!) og Cure Flora and the Prank Mirror (キュアフローラといたずらかがみ Kyua Furoora to Itazura Kagami). Filmens introsang er Kira Kira af Every Little Thing, mens slutsangen er den anden fra animeserien, Yume wa Mirai e no Mitchi (夢は未来への道 Yume wa mirai e no michi, Dreams are the Path to the Future) af Rie Kitagawa.

## Videospil
Et videospil med titlen Go! Princess PreCure: Sugar Ookoku to Rokunin no Princess (Go! プリンセスプリキュア シュガー王国と6人のプリンセス Go! Princess PreCure: The Sugar Kingdom and the Six Princesses) blev udgivet af Bandai Namco Entertainment til Nintendo 3DS 30. juli 2015.

## Manga
I lighed med de foregående serier, blev denne serie også omsat til en mangaserie af Futago Kamikita. Serien startede i marts 2015-udgaven af Kodanshas magasin Nakayoshi. Det første bind blev udgivet 6. august 2015, og det andet fulgte 5. februar 2016.